# 59 (număr)

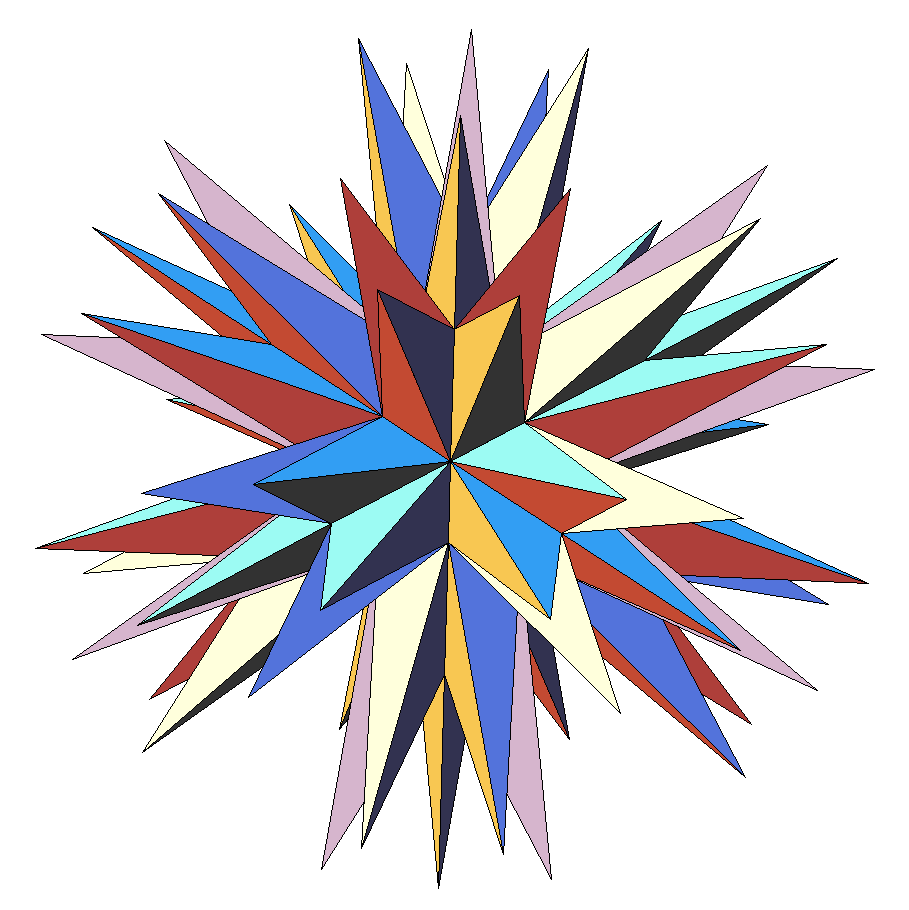
Una din variantele de icosaedru stelat

59 (cincizeci și nouă, pronunțat în tempo rapid și cinzeci și nouă) este numărul natural care urmează după 58 și precede pe 60 într-un șir crescător de numere naturale.

## În matematică
59
- Este al 17-lea număr prim.[2]
- Următorul număr prim este 61, care împreună cu 59 fac o pereche de numere prime gemene.[3]
- Este un număr prim asigurat.[4][5]
- Este un număr prim bun.[6][7]
- Este un număr prim lung.[8][9]
- Este un număr prim neregulat⁠(d).[10][11]
- Este un număr prim Pell.[12][13]
- Este un număr prim Pillai.[14][15]
- Este un număr prim plat.[16][17]
- Este un număr prim Ramanujan.[18][19]
- Este un număr prim Solinas.[20][21]
- Este un număr prim tare.[22][23]
- Este un număr prim trunchiabil la dreapta.[24][25]
- Este al 14-lea număr prim supersingular⁠(d).[26]
- Este un Prim Eisenstein, fără parte imaginară și cu partea reală de forma 3n − 1. Deoarece 15! + 1 este divizibil cu 59, dar 59 nu este un multiplu de 15, 59 este un număr prim Pillai⁠(d).[27][28]
- Este un număr extrem cototient.[29][30]
- Este un număr Størmer.[31][32]
- Un icosaedru are 59 de forme, dintre care una este convexă (icosaedrul regulat) și 58 sunt stelate.[33]
- 59 este unul dintre divizorii celui mai mic număr Euclid⁠(d) compus.[34] 59 este un divizor al numărului Euclid 13# + 1 = 2 × 3 × 5 × 7 × 11 × 13 + 1 = 59 × 509 = 30031.[35]
- 59 este cel mai mare întreg care se poate scrie cu o singură cifră în sistemul hexazecimal.

## În știință
- Este numărul atomic al praseodimului, un element dintre lantanide.

### În astronomie
- Messier 59 este o galaxie cu o magnitudine 11,5 în constelația Fecioara.
- Obiectul NGC 59 din New General Catalogue este o galaxie spirală cu o magnituride 12,4 în constelația Balena.
- 59 Elpis este o planetă minoră.

## În muzică
- 59 este un album de Puffy AmiYumi.
- Cântecul din anii 1960 "The 59th Street Bridge Song (Feelin' Groovy)" a fost popularizat de Simon & Garfunkel și Harpers Bizarre.
- The '59 Sound, un album de The Gaslight Anthem; include cântecul cu același nume.
- 14:59 este un album de Sugar Ray.
- "11:59" este un cântec de Blondie de la Parallel Lines.
- .59 este un cântec de djTAKA de la beatmania IIDX 2nd Style și Dance Dance Revolution 4thMIX

## În sport
- Satchel Paige a devenit la 59 de ani cel mai vârstnic jucător din major league baseball.
- 59 este cel mai bun (mic) scor dintr-o etapă a LPGA Tour, scor obținut de Annika Sörenstam, iar în Champions Tour de Kevin Sutherland.

## În alte domenii
59 se poate referi la:

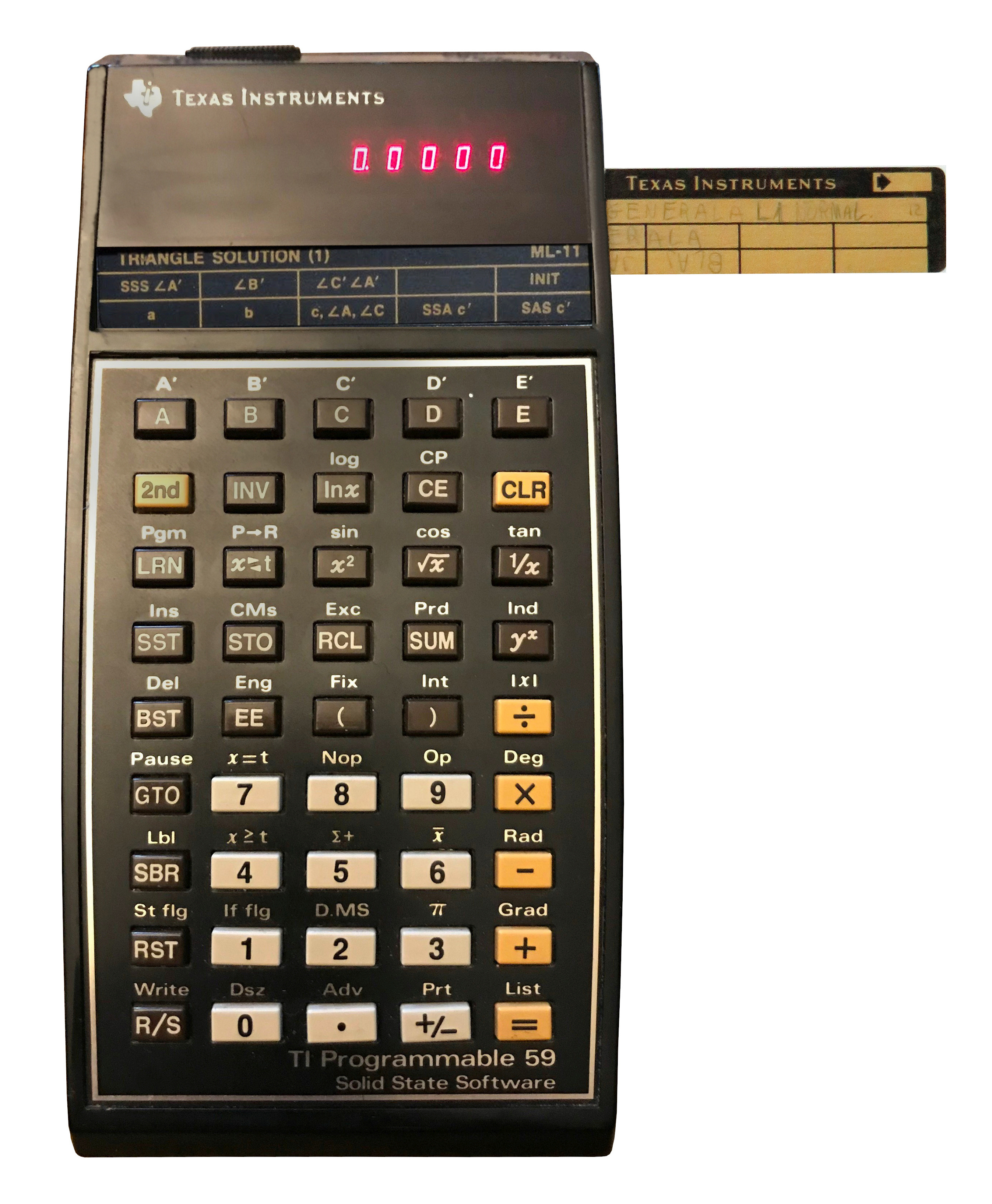
TI-59 a fost un

- Ultimul minut al unei ore, respectiv ultima secună a unui minut.
- Numărul de mărgele din rozariul catolic dominican.[36]
- În radioamatorism este confirmarea unui semnal perfect.
- Numărul departamentului Nord din Franța.
- Este codul de țară UIC al Kârgâzstanului.[37]